# 아들 녀석들
《아들 녀석들》은 2012년 9월 22일부터 2013년 3월 24일까지 방영된 문화방송 주말연속극이다.

## 소개
각기 다른 개성을 가진 아들들의 이야기를 중심으로 하는 가족 드라마로 결혼과 이혼에 대한 이야기를 다뤄 결혼의 정의를 찾아보는 드라마

## 기획 의도
사돈총각, 사돈처녀와 결혼을 하고, 동성동본도 상관이 없고, 총각과 연상의 이혼녀가 결혼을 하는 세상이지만, 누구도 ‘결혼’ 그 자체를 부정하거나 부인하지는 못 한다. 발전을 위해 혹은 자유를 위해 수많은 제도와 관습을 고치고 바꾸고 깨트려온 우리가 왜 ‘결혼’만큼은 그러지 못 하는 걸까? 아니, 왜 그러지 않는 걸까?
이 드라마는 어쩌다 보니 구성원 모두가 다 그 기본과 시작이 어긋나버린 한 가족, 다 늙어 축! 해방을 외치며 별거에 들어간 아버지, 오래 전 상처를 하고도 재혼은 꿈도 꾸지 않는 큰 아들, 친구의 여자를 사랑하는 탓에 어쩔 수 없이 독신을 고수하는 작은 아들, 이혼을 당하고 총각 행세를 하는 막내아들 등 네 부자가 어긋나버린 기본과 시작을 바로잡으며 반쪽이 다시 온전한 하나가 되기까지의 과정을 들여다봄으로써 ‘결혼’… 이 난해한(?) 명제에 대한 긍정적이고도 기분 좋은 정의를 함께 찾아보고자 한다.

## 등장인물

### 주요 인물
- 이성재 : 유현기 역 - 장남, 치과의사
- 명세빈 : 성인옥 역 - 미망인, 다빈의 엄마
- 류수영 : 유민기 역 - 차남
- 서인국 : 유승기 역 - 막내

### 삼형제의 집
- 박인환 : 유원태 역 - 3형제의 아버지, 유원 부동산 주인
- 나문희 : 우정숙 역 - 3형제의 어머니

### 현기의 주변 인물
- 황채원 : 유아람 역 - 현기의 딸
- 김영란 : 장 여사 역 - 현기의 장모, 강진의 어머니

### 인옥의 주변 인물
- 홍현택 : 한다빈 역 - 아람의 친구, 인옥의 아들
- 김용건 : 한병국 역 - 인옥의 시아버지
- 신다은 : 한송희 역 - 인옥의 시누이, 병국의 딸

### 민기의 주변 인물
- 한혜린 : 이신영 역 - 강진의 약혼녀, 민기의 친한 동생
- 김영훈 : 강진 역 - 민기의 친구, 신영의 약혼남

### 승기의 주변 인물
- 윤세인 : 박미림 역 - 승기의 아내
- 홍은택 : 유보람 역 - 승기의 아들

### 그 외 인물
- 김형자 : 배덕순 역 - 유원 부동산 옆 이모네 백반 주인
- 허영란 : 윤강희 역 - 출판사 편집장
- 서승만 : 스크린 골프장 사장 역
- 정지순 : 유원 부동산 직원 역
- 유세례 : 하선주 역 - 현기 치과 간호사
- 허미영 : 이소영 역 - 현기 치과 간호사
- 채민희 : 선미 역 - 이모네 백반 직원
- 박수영 : 진유리(진복남) 역 - 시골 민박집 주인
- 이주석 : 의사 역 - 현기의 친구
- 김하연 : 민지 역
- 전현태 : 페인트 업자 역
- 이아린 : 미림의 선배 역
- 권은정

### 특별출연
- 고정민 : 현기의 아내 역 (사진 등장) - 10년 전 죽음
- 안해숙 : 인옥 모 역 - 인옥의 어머니
- 이현욱 : 윤석진 역 - 미림의 라면 가게 단골손님
- 신우철 : 인옥의 남편 역 (사진 등장) - 인옥의 남편
- 이민우 : 김태주 역 - 강희의 전 남편
- 왕빛나 : 세라 역 - 현기의 후배, 치과 의사
- 한그림 : 유치원 교사 역 - 보람의 유치원 교사
- 선우용여 : 장명자 역 - 태주의 어머니, 정숙의 친구
- 신강우 : 매장 동료 직원 역
- 이채민 : 집주인 역
- 최찬숙 : 정숙의 친구 역

## 시청률
최저 시청률과 최고 시청률은 시청률 조사회사와 지역별로 시청률에 차이가 있을 수 있습니다.
| 2012년      | 2012년      | 2012년         | 2012년       | 2012년         | 2012년       |
| 회차        | 방송일      | TNmS 시청률    | TNmS 시청률  | AGB 시청률     | AGB 시청률   |
| 회차        | 방송일      | 대한민국(전국) | 서울(수도권) | 대한민국(전국) | 서울(수도권) |
| ----------- | ----------- | -------------- | ------------ | -------------- | ------------ |
| 제1회       | 9월 22일    | 8.5%           | 9.4%         | 7.7%           | 8.2%         |
| 제2회       | 9월 23일    | 8.9%           | 10.8%        | 7.2%           | 7.9%         |
| 제3회       | 9월 29일    | 7.3%           | 8.4%         | 6.2%           | 6.4%         |
| 제4회       | 9월 30일    | 6.5%           | 7.8%         | 6.6%           | 7.8%         |
| 제5회       | 10월 6일    | 7.2%           | 7.8%         | 7.2%           | 7.7%         |
| 제6회       | 10월 7일    | 7.9%           | 9.7%         | 8.1%           | 9.1%         |
| 제7회       | 10월 13일   | 8.6%           | 9.7%         | 9.1%           | 9.9%         |
| 제8회       | 10월 14일   | 8.3%           | 10.5%        | 7.8%           | 8.5%         |
| 제9회       | 10월 20일   | 9.6%           | 11.2%        | 8.9%           | 9.4%         |
| 제10회      | 10월 21일   | 8.3%           | 9.8%         | 8.2%           | 8.6%         |
| 제11회      | 10월 27일   | 8.9%           | 10.1%        | 8.4%           | 9.1%         |
| 제12회      | 10월 28일   | 7.5%           | 8.7%         | 7.4%           | 8.1%         |
| 제13회      | 11월 3일    | 7.6%           | 8.4%         | 7.9%           | 9.2%         |
| 제14회      | 11월 4일    | 8.7%           | 10.3%        | 7.5%           | 8.3%         |
| 제15회      | 11월 10일   | 7.6%           | 8.4%         | 7.9%           | 9.2%         |
| 제16회      | 11월 11일   | 8.7%           | 10.3%        | 7.4%           | 8.3%         |
| 제17회      | 11월 17일   | 8.5%           | 9.3%         | 7.4%           | 7.9%         |
| 제18회      | 11월 18일   | 7.5%           | 8.5%         | 7.5%           | 8.3%         |
| 제19회      | 11월 24일   | 8.2%           | 9.4%         | 6.8%           | 7.5%         |
| 제20회      | 11월 25일   | 7.4%           | 8.7%         | 6.7%           | 7.8%         |
| 제21회      | 12월 1일    | 7.8%           | 8.8%         | 7.7%           | 8.4%         |
| 제22회      | 12월 2일    | 8.4%           | 9.3%         | 6.9%           | 7.7%         |
| 제23회      | 12월 8일    | 8.5%           | 9.9%         | 7.1%           | 7.2%         |
| 제24회      | 12월 9일    | 8.8%           | 10.1%        | 7.6%           | 8.8%         |
| 제25회      | 12월 15일   | 7.6%           | 9.3%         | 6.4%           | 7.3%         |
| 제26회      | 12월 22일   | 7.4%           | 8.8%         | 6.2%           | 7.1%         |
| 제27회      | 12월 23일   | 7.4%           | 8.8%         | 6.7%           | 7.0%         |
| 2013년      |             |                |              |                |              |
| 제28회      | 1월 5일     | 7.4%           | 8.7%         | 5.9%           | 6.6%         |
| 제29회      | 1월 6일     | 6.4%           | 6.7%         | 5.5%           | 5.6%         |
| 제30회      | 1월 12일    | 6.2%           | 6.7%         | 5.6%           | 6.4%         |
| 제31회      | 1월 13일    | 6.1%           | 6.4%         | 6.1%           | 7.1%         |
| 제32회      | 1월 19일    | 6.0%           | 6.7%         | 5.5%           | 5.7%         |
| 제33회      | 1월 20일    | 7.1%           | 8.6%         | 6.3%           | 6.7%         |
| 제34회      | 1월 26일    | 7.1%           | 7.2%         | 6.1%           | 6.2%         |
| 제35회      | 1월 27일    | 7.0%           | 7.8%         | 6.1%           | 6.9%         |
| 제36회      | 2월 2일     | 7.0%           | 8.4%         | 7.4%           | 8.1%         |
| 제37회      | 2월 3일     | 7.0%           | 7.3%         | 6.3%           | 6.6%         |
| 제38회      | 2월 10일    | 5.1%           | 6.1%         | 5.1%           | 6.1%         |
| 제39회      | 2월 16일    | 7.8%           | 9.4%         | 6.0%           | 6.4%         |
| 제40회      | 2월 17일    | 6.9%           | 7.5%         | 6.0%           | 6.6%         |
| 제41회      | 2월 23일    | 6.4%           | 6.7%         | 5.4%           | 5.7%         |
| 제42회      | 2월 24일    | 6.6%           | 7.3%         | 6.0%           | 6.7%         |
| 제43회      | 3월 2일     | 7.1%           | 7.9%         | 6.5%           | 7.5%         |
| 제44회      | 3월 3일     | 6.6%           | 7.5%         | 6.2%           | 7.1%         |
| 제45회      | 3월 9일     | 8.3%           | 9.4%         | 7.6%           | 8.6%         |
| 제46회      | 3월 10일    | 8.1%           | 9.2%         | 6.9%           | 7.0%         |
| 제47회      | 3월 16일    | 8.0%           | 8.9%         | 7.7%           | 8.7%         |
| 제48회      | 3월 17일    | 7.5%           | 8.9%         | 8.1%           | 9.2%         |
| 제49회      | 3월 23일    | 8.1%           | 10.1%        | 7.8%           | 8.2%         |
| 제50회      | 3월 24일    | 9.1%           | 10.4%        | 9.2%           | 10.9%        |
| 평균 시청률 | 평균 시청률 | 7.6%           | 8.7%         | 7.0%           | 7.7%         |

## 결방
- 2012년 12월 16일 : <대한민국 제18대 대통령 선거 후보자 토론회> 생중계로 인해 결방
- 2012년 12월 29일 : <MBC 연예대상> 편성으로 인해 결방
- 2012년 12월 30일 : <MBC 연기대상> 편성으로 인해 결방
- 2013년 2월 9일 : 설 특집 프로그램 편성으로 인해 결방

## 경쟁 프로그램
- 내 사랑 나비부인 (SBS)
- 내 딸 서영이
- 최고다 이순신 (이상 KBS2.)
- 무자식 상팔자
- 궁중잔혹사 - 꽃들의 전쟁 (이상 JTBC.)

## 참고 사항
- 지상파 드라마 최초로 종합편성채널 드라마(무자식 상팔자)에 시청률을 역전당하여 방송가에 큰 충격을 주었다.[3]
- 이 때문에 기존에 집필하던 김지수 작가가 프로그램에서 빠지고, 2011년 아침드라마 <당신 참 예쁘다>를 집필한 오상희 작가가 투입되었다.[4]
- MBC 측에서 정해진 금액을 지급했음에도 불구하고 제작사 투비엔터프라이즈는 지난 3월 드라마 종영 뒤 출연료 지급을 미루어왔고, 결국 배우 출연료 및 홍보 대행료 미지급 사태가 불거지면서 한바탕 홍역을 치뤄야 했다.[5]
- 총 미지급금은 7억여 원이었는데, 주인공 유현기 역의 이성재는 가장 많은 1억 1000만 원을 받지 못했다. 나문희는 7900만 원, 명세빈은 5000만 원, 김영란·신다은·서인국은 4800만여 원을 수령하지 못했다.[6]
- 결국, MBC 측에서 보증금으로 출연료를 지급하였지만 전체 금액의 66% 정도 밖에 주지 못하였다.[7]
- 오상희 작가 또한 30회 중 23회분의 원고료(2억 3000만 원)를 받지 못하였지만, MBC 측에서는 법적 책임이 없다고 일관하여 논란이 되었다.[8]